# Lachen (Dießen am Ammersee)
Lachen ist ein Gemeindeteil des Marktes Dießen am Ammersee im oberbayerischen Landkreis Landsberg am Lech.

## Geografie
Das Dorf Lachen liegt circa einen Kilometer nördlich von Dießen am Ammersee, direkt angrenzend an den Weiler St. Alban.

## Geschichte
Lachen wird erstmals 1329 erwähnt. Der Name Lachen stammt von dem lateinischen Wort für See: lacus. Eine Referenz an den wenige hundert Meter entfernten Ammersee.
Lachen gehörte zur Klosterhofmark Dießen, 1752 werden zwei Anwesen erwähnt.